# Tel chi el telùn
Tel chi el telùn (che in dialetto milanese significa "Eccolo qui il telone") è uno spettacolo teatrale del trio comico Aldo, Giovanni e Giacomo del 1999, con la regia di Arturo Brachetti.
Il nome è un gioco di parole con la frase tel chi el terùn ("eccolo qui il terrone"), che ironizza sulla caratterizzazione dei personaggi (il trio è infatti composto da due attori settentrionali ed uno meridionale, e la loro comicità spesso fa leva sui loro diversi accenti e sull'ironia relativa alle differenze tra le regioni italiane).
La rappresentazione, commercializzata anche in versione DVD, ha visto protagonisti oltre ai membri del trio (Aldo Baglio, Giovanni Storti e Giacomo Poretti) anche Marina Massironi, la band di swing italo-americana The Good Fellas, Ray Gelato, i Fichi d'India, Corrado Guzzanti, Antonio Cornacchione, Paolo Hendel, Raul Cremona, Jango Edwards, Paul Morocco e Habbe Et Meik.
Lo spettacolo è andato in onda per tre puntate la domenica sera dal 21 novembre al 5 dicembre 1999 su Canale 5 con la regia di Egidio Romio. Il giorno di Natale, il 25 dicembre dello stesso anno, lo show è stato riproposto in una quarta puntata contenente Il meglio di.
Le musiche dello spettacolo sono suonate e in parte composte dalla band The Good Fellas.
La musica della sigla delle tre puntate televisive è di Emanuele dell'Aquila, il pianoforte è di Fabio Coppini, la batteria è di Bruno Astesana; invece Sandro Comini suona il flicorno e il trombone. La videosigla e gli intermezzi animati nella versione televisiva sono realizzati da Massimo Vitetta.
Per la realizzazione di questo spettacolo teatrale, che ebbe la durata di due mesi, venne allestita una mega tenso-struttura in pieno centro a Milano, ai tempi situata nei pressi di via Melchiorre Gioia, fra le fermate ferroviarie di Repubblica e Porta Garibaldi sotterranea.

## Gli sketch dello spettacolo (in ordine cronologico di apparizione)

### Prima puntata
- Mission Impossible: parodia dell'omonimo film, con tema musicale annesso. Gli agenti Giovanni e Giacomo si cimentano in una "missione impossibile": comprato un motoscafo (dopo aver fallito nell'impadronirsene sopraffacendo il sorvegliante), i due giungono in una banca. Mentre Giovanni tenta di utilizzare strumenti piuttosto strani per trovare il caveau e introdurvisi con pessimi risultati, Giacomo sembra destreggiarsi con grande facilità: per superare i raggi ottici dell'allarme di movimento, Giovanni indosserà degli occhiali ad infrarossi, ma Giacomo smaschererà la messinscena mostrando che i raggi che Giovanni vedeva erano disegnati sulle lenti. Arrivano così alla cassaforte: Giovanni tenta inutilmente di aprirla cercando di manomettere le serrature mediante uno stetoscopio, mentre Giacomo trova un'anomala porticina. All'interno trovano Aldo, che racconta loro di essere finito lì dopo essere stato risucchiato da un ATM sbagliando il codice. Lo liberano e lo portano via con loro, a bordo del motoscafo: qui Giacomo si smaschera e si rivela essere una donna bionda e bellissima, scambiando con Giovanni un bacio passionale, per poi togliersi un'altra maschera e ridiventare Giacomo. Approdati a terra, i tre scendono dal motoscafo e, uscendo letteralmente dallo schermo, arrivano sul palco.
- Canto di Marina Massironi.
- Pdor: spezzone rimasto tra i più popolari di Aldo, Giovanni e Giacomo. Un uomo delle caverne (Aldo) è un Eletto a cui è apparso in sogno il dio Pdor, potente Signore del Deserto che l'ha incaricato di scrivere il messaggio contenente il suo volere su tavole di pietra sacre. L'Eletto si reca così al vulcano dove risiede Pdor, portando con lui il logorroico figlio (Giacomo) solo per non trovarsi a mani vuote se dovesse fare un sacrificio. Arrivati a destinazione, i due chiamano Pdor (Giovanni), il quale emerge dal vulcano e, infastidito per essere stato svegliato, con tono imperioso declama improbabili imprese eroiche, piene di nomi assurdi e impronunciabili e così lunghe e numerose da sfinire i due malcapitati. Il dio detta quindi ai due un testo da trascrivere, ma Aldo e Giacomo hanno poca dimestichezza con martello e scalpello e finiscono per rompere la tavola. Pdor ritiene il fatto un sacrilegio e infligge ai due le sue maledizioni, dicendo che Aldo si guadagnerà il pane con il sudore della fronte, migrerà e "romperà le balle" ai popoli del Nord[2], mentre Giacomo partorirà con dolore (e si dichiara piuttosto preoccupato, ma soprattutto per l'accoppiamento, non tanto per il parto in sé).
- Le ombre: Aldo e Giovanni si ritrovano per organizzare il numero successivo, giocando sugli effetti delle ombre mentre si passano oggetti di varia natura (e in alcuni casi li indossano, come ad esempio Aldo che indossa un pesce sul naso). Quando Giovanni realizza di aver dimenticato un oggetto per il finale del numero, Aldo lo rimprovera e i due iniziano a litigare. I due verranno calmati dall'intervento di Giacomo, che prova a parlare coi tecnici per capire il da farsi. Alla fine dello sketch ci pensa Marina a risolvere il problema, chiamando i Fichi d'India a sostituire il numero: Aldo all'idea si sente male e, sempre giocando con le ombre, vomita su Marina.
- Debutto dei Fichi d'India (Max Cavallari e Bruno Arena) con lo sketch Amici ahrarara.
- Il gabbiano Jonathan: in un parco cittadino, Giovanni passeggia con il suo cane Diablo (di cui si vedono solo guinzaglio e museruola) e si diverte ad aizzarlo contro Giacomo, un passante che ha paura dei cani. Diablo è un incrocio tra le razze segugio e spinone, cioè un "segone", ed è addestratissimo, al punto che "fa la cuccia" nel senso che la costruisce e sa imitare perfettamente qualsiasi altra razza canina. Quando Giacomo, calmatosi, decide di provare ad accarezzare Diablo, Giovanni gli fa notare che la museruola in realtà è applicata sul sedere del cane, a causa di una costipazione. Nel frattempo sopraggiunge Aldo, che, grazie a un inverosimile guinzaglio estensibile, è arrivato al parco lasciando il cane in casa. Questo cane si rivelerà ancora meglio addestrato rispetto a Diablo, in quanto è in grado di chiudere la porta di casa, prendere l'ascensore ed attivare e disattivare l'allarme di casa: Aldo spiega infatti che l'ha fatto studiare al Cepu con Alessandro Del Piero. A questo punto arriva anche Marina, che porta al guinzaglio il suo gabbiano domestico Jonathan. Esso sarebbe addestrato a fare i suoi bisogni nel vasino e a comando, ma quando Marina gli intima di farli il gabbiano li fa addosso al povero Giacomo. Lo sketch si conclude con i tre animali in calore: mentre il cane di Aldo si trova una cagnolina e Jonathan una gabbianella, Diablo preferisce accanirsi su Giacomo.
- I monaci Zen: Aldo, Giovanni e Giacomo sono tre monaci Zen, con dei poteri soprannaturali, che manifestano emettendo versi assurdi (che dovrebbero ricordare gli "ohm" dei religiosi). Giovanni cerca di insegnare la levitazione agli altri due, dando origine a una serie di scenette paradossali. Giovanni proverà poi a spegnere una candela scoccando una freccia da bendato, ma finirà per colpire Aldo.
- Esecuzione spagnola con Paul Morocco: Scherzo ad Aldo per una birra non pagata in Spagna 18 anni prima.
- Il canto del duetto Marina Massironi e Charlie lo struzzo.
- Secondo sketch dei 'Fichi d'india': "I neri per caso".
- Le poesie: dopo che Giovanni e Giacomo fanno uno scherzo ad Aldo, arriva Marina, che desidera recitare una poesia. Aldo, Giovanni e Giacomo, in realtà annoiati e disinteressati, acconsentono, ma poi disturbano ripetutamente Marina durante l'introduzione della poesia, un componimento francese che parla di una donna triste sulla Senna. La poesia si rivela molto noiosa, al punto che i tre finiscono per crollare addormentati, ma riuscendo a svegliarsi alla fine ed unirsi agli applausi del pubblico. Marina si compiace e annuncia un'altra poesia, di stampo tedesco: stavolta la musica di sottofondo emoziona ed energizza i tre, che cominciano a cantare rumorosamente, interrompendo Marina. Capita la gaffe, i tre fingono che sia stata la poesia a fargli avere quella reazione, cogliendo per puro caso il significato che Marina intendeva, al punto che questa annuncia un'altra poesia: Giacomo vorrebbe zittirla in malo modo, ma Aldo lo anticipa e finisce per dire una frase ancora più offensiva, pentendosene subito. Marina si offende e Giovanni prova a consolarla dicendo di amarla, per poi dire che era uno scherzo e peggiorando la situazione. Alla fine Aldo, preso per davvero dai sensi di colpa, inizia a piangere e le chiede scusa: Marina lo perdona, per poi recitare lo stesso un'ultima poesia, dedicata al pubblico in sala.
- I Tre chiudono la prima serata con il canto di un "Mottetto dedicato alle donne".

Questa puntata è stata trasmessa il 21 novembre 1999.

### Seconda puntata
- Le castagne: il giorno dello spettacolo, Aldo, Giovanni e Giacomo vanno a raccogliere castagne con la macchina di Giacomo, una vecchia Fiat 131 appartenuta al nonno di Giacomo, con i freni a tamburo e sulla quale la seconda marcia e la retromarcia non entrano, che si guasta fermandosi in aperta campagna. Aldo scende per cercare aiuto e non torna più per diverso tempo. Andati a cercarlo, Giovanni e Giacomo lo trovano per terra, svenuto e derubato (anche dei vestiti). Dopo averlo maldestramente rianimato (risvegliatosi, Aldo racconta di essere stato colpito da dietro) rischiando di fargli ancora più male, i tre recuperano le castagne rimaste in macchina e vestono Aldo con abiti di fortuna, per poi scoprire che, mentre si erano allontanati, all'auto sono state rubate le gomme. Fanno quindi l'autostop: dopo quattro ore di attesa, darà loro un passaggio Antonio Cornacchione, in cambio di potersi esibire nel loro spettacolo. In macchina, scoppia un litigio quando Giacomo scopre che Antonio inizialmente avrebbe dovuto far parte del trio al posto suo. Arrivati al teatro, i tre escono dallo schermo e arrivano sul palco.
- Busto Garolfo Cops (Scuola di Polizia) 1: parodia dei telefilm polizieschi americani. Il capitano Tiger (Giovanni) addestra gli agenti di polizia Dexter (Aldo) e Sugar (Giacomo). Il primo è decisamente pigro e smidollato, mentre il secondo è fin troppo ligio al dovere, dandosi arie da duro e mostrando atteggiamento servilista verso il superiore. Il capitano fa disporre i due a cono rovesciato e poi li interroga su come si comporterebbero in caso di un intervento per schiamazzi notturni in un appartamento; nei rispettivi racconti Dexter perde tempo nel prepararsi (lava e asciuga divisa e mutande e fa tre volte le scale, per arrivare alla fine senza saltare gradini) e finisce per mettersi in mezzo ai festaioli e diventare loro amico, mentre Sugar finisce per ripristinare l'ordine prendendoli tutti a manganellate dopo diverse manifestazioni di violenza gratuita (svegliando tutto il vicinato sparando in strada, chiudendo e facendo saltare in aria un portone che trova aperto e scaraventando una vecchietta giù per le scale).
- Esordio di Antonio Cornacchione: il comico si esibisce in un numero di cabaret. Alla fine dello sketch, però, nel tentativo di inchinarsi al pubblico, sbatte violentemente la testa contro il microfono e si reca in ospedale per farsi curare.
- I chirurghi: in ospedale, il professor Helmut Alzheimer, famoso personaggio interpretato da Giovanni, così chiamato perché affetto dall'omonimo morbo, è impegnato in un "consulto importantissimo" (in realtà si stanno raccontando una barzelletta) con i suoi assistenti, il dottor Pivetta (Giacomo) e un terzo dottore il cui cognome cambia ogni volta che ci si rivolge a lui (Aldo). I tre vengono interrotti da Antonio, che vuole farsi curare la grossa ferita che si è procurato in testa. Alzheimer diagnostica subito un "classico caso di tossicodipendenza", comincia ad offendere il paziente dandogli del "drogato!" (secondo lui si sarebbe ferito in quanto gli sarebbe sfuggita di mano la siringa) ed a prenderlo in giro perché questi desidera il suo chirurgo di fiducia, perché vuole che si avvisino i suoi familiari che sta male e perché dichiara di curarsi solo con metodi naturali come i fiori di Bach. Alzheimer e la sua équipe sono fieri sostenitori di una "chirurgia del disimpegno", che consiste nel saltare tutti gli esami preliminari che per legge devono essere eseguiti prima di ogni intervento chirurgico per passare subito all'operazione. I tre cercano prima di anestetizzare il paziente nel modo preferito da Alzheimer, cioè il metodo Pallemberg, che consiste nel cantargli una ninna nanna: inizialmente ciò funziona, ma poi il paziente si risveglia perché cantano troppo forte e allora Pivetta gli inietta il curaro con una cerbottana. Dopo aver indossato i guanti (di colori diversi per distinguere la destra dalla sinistra), Alzheimer si fa passare da Pivetta il "Bisturi Partero Psico Androgeno Genetico", che è in realtà una motosega e che il professore utilizza con mano tutt'altro che ferma, anzi deve farsi trattenere da Pivetta perché altrimenti viene trascinato in giro per la sala; con la motosega Alzheimer apre il cranio del paziente e con l'aiuto dei suoi assistenti comincia una disastrosa operazione al cervello, in cui i tre rivelano la loro assoluta incompetenza. Alla fine il paziente muore (per colpa di Aldo che ha mangiato i filamenti neurovegetativi tolti al paziente, che si era stranamente messo a parlare durante l'intervento), ma ai tre dottori non importa più di tanto perché, mentre dichiarano la loro responsabilità per l'incidente, si ricordano che è l'ora della partita di squash. Quando Alzheimer e Pivetta se ne vanno, però, Aldo scopre che il paziente, nel frattempo nascosto sotto un lenzuolo, è sparito, e pensa che l'abbia fatto per non pagare il ticket.
- Esordio di Paolo Hendel.
- Gli spagnoli: Aldo, Giovanni, Giacomo e Marina, vestiti da spagnoli ballano e suonano la chitarra nei modi più esilaranti: Aldo suona coi piedi, Giacomo utilizza la chitarra per grattare il formaggio sulla pasta e Giovanni suona con la zip dei pantaloni.
- Sketch di un ospite (Jango Edwards): Un uomo si prepara per un tuffo... in un bicchiere d'acqua.
- Il leone e la gazzella: Giovanni deve tornare a casa a prendere del materiale per lo spettacolo che ha dimenticato e non sa come fare per intrattenere il pubblico nel frattempo. Fortunatamente Giacomo ha trovato un foglietto pubblicitario con la classica storia del leone e della gazzella ("In Africa ogni mattina una gazzella si sveglia e inizia a correre", ecc.), allora si decide di farla raccontare ad Aldo per intrattenere il pubblico in loro assenza. Al momento di raccontarla, però, Aldo si confonde, se la dimentica e finisce per raccontarla a modo suo.
- Canto in Inglese di Marina Massironi.
- Il viaggio in Subaru Baracca: un altro degli spezzoni rimasti storicamente tra i più famosi del trio. Aldo, Giovanni e Giacomo devono andare da Milano a Pizzo Calabro per uno spettacolo. Giovanni e Giacomo si recano alle 6 del mattino a prendere Aldo con la nuova auto di Giovanni, una sgangherata Subaru SV del modello base, chiamata da Giacomo "Subaru Baracca" perché ha comandi decisamente assurdi, sistemi di sicurezza inesistenti, il clacson scadente e il finestrino a manovella. Arrivati da Aldo, questi si fa attendere perché deve finire di mangiare la peperonata (a colazione ed alle 6 del mattino!) e quando sale in macchina costringe Giacomo ad andare sul sedile posteriore perché sta male nelle curve, rivelando che la macchina ha quattro porte e tre sedili (In scena ci sono tre sedie e un volante giocattolo per simulare l'automobile). Giacomo però sta stretto e, siccome Aldo non riesce a spostarsi in avanti più di tanto, Giovanni gli suggerisce di andare indietro lui con il sedile posteriore: si scopre quindi che l'auto in realtà è molto lunga e a forma di banana ("Subaru Chiquita", sentenzierà Aldo). Non appena partiti Aldo costringe Giovanni a fermarsi perché deve fare pipì, ma se la fa sulle scarpe: Giovanni riparte prima che lui possa risalire e lo costringe a seguirli di corsa, aggrappandosi alla cintura di sicurezza, che si deforma. Giovanni a questo punto esce dall'autostrada attraversando una serie di brutte curve ed Aldo, colto da conati di vomito, rigetta la peperonata insieme al caprino del giorno prima sui tappetini posteriori, addosso a Giacomo. Dopo questo inconveniente, il viaggio prosegue. Giovanni si diverte a investire tutti gli animali che gli si parano davanti (un gattino, un dalmata e un'intera famiglia di ricci, della quale si salva per pochi secondi un cucciolo di riccio, che verrà poi schiacciato anch'esso da Giovanni essendo rimasto senza mamma) fingendo di non vederli, mentre Aldo si dispera nel veder morire tutte le povere bestiole. Finalmente i tre arrivano a Pizzo Calabro, dove raggiungono lo Skylab di via Washington 35 (secondo Giacomo il padrone si chiamerebbe Mr. Jones[3], data l'inusualità di una via e un palazzo con nomi inglesi in un paese dell'Italia meridionale), che però trovano spento e chiuso: si scopre così che Aldo aveva sbagliato a trascrivere sul foglio delle indicazioni (che, per evitare di perderlo, teneva nelle calze, in quanto nelle mutande pizzicava) la data dello spettacolo, facendoli arrivare un mese prima. Per ripicca, Giovanni e Giacomo ripartono di corsa lasciando Aldo a Pizzo Calabro.

Questa puntata è stata trasmessa il 28 novembre 1999.

### Terza puntata
- Potevo rimanere offeso - in ospedale: fanno la loro ricomparsa i personaggi de "Gli svizzeri". Il signor Rezzonico (Giovanni) è ricoverato in ospedale a causa di una grave forma di morbillo. Mentre dorme, dopo essersi addormentato cantandosi la ninna nanna che gli cantava la madre da piccolo, Fausto Gervasoni (Giacomo), travestito da suora, tenta di ucciderlo iniettandogli del veleno nella flebo, ma come al solito il poliziotto Huber (Aldo) interviene per salvarlo, sbucando da sotto le coperte, sparando contro il connettore della flebo e facendolo saltare appena prima che il veleno entri in circolo. Per vendetta Gervasoni è costretto a una penitenza per tutti i soprusi che ha compiuto verso Rezzonico, che si rivela essere un enorme clistere da cinque litri. Huber e Rezzonico, quindi, iniziano a guardare lo spettacolo di Aldo, Giovanni e Giacomo in televisione; Huber spara all'infermiera perché temeva che potesse attaccare l'influenza e al compagno di stanza di Rezzonico perché lamentandosi nel sonno non permetteva di sentire la televisione.
- Introduzione dello spettacolo: Marina annuncia che il trio abbandonerà l'attività cabarettistica per darsi al canto. Aldo però non era al corrente della cosa e si offende di non essere tenuto aggiornato sui programmi del gruppo. Giovanni e Giacomo intonano O mia bela Madunina; Aldo, contrariato, inizia a cantare Ciuri, ciuri, disturbando gli altri due e dando via ad una rissa in cui tutti cercano di far prevalere la propria canzone fino a che, non potendo fermarli, Marina fa partire la sigla.
- Busto Garolfo Cops (Scuola di Polizia) 2: il capitano Tiger (Giovanni) torna ad addestrare i poliziotti Dexter (Aldo) e Sugar (Giacomo). Stavolta li fa disporre a pi greco (e i due si mettono a ballare goffamente un sirtaki, obbligandolo a urlargli di smettere) e poi chiede loro come agirebbero nel caso di un'occupazione studentesca in un liceo. Nel suo racconto Dexter, dopo aver perso tempo come al solito (tenta di usare il motorino del figlio senza riuscirci e viene investito da Marco Pantani, a cui ruba l'auto usandola per raggiungere l'istituto), finisce per picchiare per sbaglio il preside (credendo che sia uno studente brutto e troppo cresciuto) e mettersi in mezzo agli studenti manifestanti venendo portato in trionfo, mentre Sugar, dopo aver fatto le sue solite sceneggiate da duro, finisce a sorpresa per innamorarsi di uno studente maschio che lo invita a praticare la pace e l'amore libero e scappare con lui; alla fine tale "studente" si rivelerà essere proprio Dexter.
- Esordio di Corrado Guzzanti.
- Scuola di siciliano: Aldo traduce delle frasi dall'italiano al siciliano dettate da Giovanni. Giacomo fa da interprete in inglese, finendo per irritare Giovanni. Ogni semplice frase detta da Giovanni viene sistematicamente trasformata da Aldo in una vera e propria scenetta, tanto da costringere Giovanni, più volte, alla fine, a sparargli a una gamba per farlo stare zitto e passare alla frase successiva.
- Sketch di un duo ospite (Habbe Et Meik): Un uomo in pigiama si prepara per andare a letto, ma improvvisamente il piumone prende vita e l'uomo si spaventa. Dopo un divertente inseguimento, si scopre alla fine che era solo un sogno.
- La Guerra in Vietnam: una parodia dei film di guerra americani. Aldo assiste alle morti in battaglia prima di Giovanni e poi di Giacomo, che gli raccomandano le rispettive fidanzate dandogli le loro fotografie. Quando Aldo controlla tutte le foto, la guerra finisce prima che abbia completato l'album.
- Le barzellette di Marina Massironi raccontate cantando.
- Controllore: un altro degli sketch tradizionali dei tre comici. Un controllore (Giovanni) fa scendere Aldo da un tram in quanto sospetta che non abbia il biglietto. Aldo, mentre cerca il biglietto, tenta di trovare delle scuse, chiarendo di essere una persona onesta che paga tutte le tasse (il canone televisivo anche se non ha il televisore) e non un defraudatore della società, ma quando trova il biglietto esso è stato timbrato più volte, quindi non è valido. Aldo prova allora a dire di averlo acquistato come abbonamento ad un prezzo più alto, ma il controllore, che continua a dirgli di non dire stupidaggini e non fare lo spiritoso, non si lascia ingannare e intende multarlo; quando gli chiede nome e cognome Aldo ne dice uno palesemente inventato, "Ajeje Brazorf". Come se non bastasse poco dopo passa un vecchietto impiccione (Giacomo) a intromettersi per complicare la faccenda, che vuole vedere giustizia fatta ai danni di Aldo e, quando il controllore cerca di zittirlo prendendolo in giro, pretende rispetto per "chi ha lavorato e ha fatto la guerra". Il controllore chiede ad Aldo un documento di identità ed Aldo gli consegna una custodia vuota, fingendo di accorgersi di ciò in quel momento. Il controllore vorrebbe quindi portare in questura il passeggero, che scoppia in lacrime e inizia a lamentarsi; alla fine il controllore si impietosisce e lo lascia andare, dicendogli che era meglio se avesse detto subito di non avere il biglietto, ma Aldo lo insulta alle spalle chiamandolo "pirla!" e scappa via.
- Apprendisti prestigiatori: Questo sketch vede la partecipazione speciale di Raul Cremona nei panni di Silvano il Mago di Milano. Dopo un'introduzione da parte di Cremona, entrano in scena i tre, che gli fanno da allievi nella sua scuola di magia: Giovanni viene trattato dal docente come il suo pupillo, Aldo tenta senza successo di far comparire una colomba mentre Giacomo viene deriso e ignorato dal professore senza pietà. Alla fine Silvano mostra loro il trucco della corda legata intorno al collo che si scioglie da sola, ma i tre finiscono per strozzarsi.
- I Tiranos: Aldo, Giovanni e Giacomo nella loro classica performance degli artisti da circo bulgari, con Marina a presentarli.

Questa puntata è stata trasmessa il 5 dicembre 1999.

## Gli sketch del DVD

### Primo tempo
- Le castagne
- Pdor
- Le ombre
- Busto Garolfo Cops (Scuola di Polizia)
- Il viaggio

### Secondo tempo
- Debutto di Antonio Cornacchione
- I tre medici
- I monaci Zen
- Canto di Marina Massironi
- Le poesie - Fine

### Sketch inediti
- Mission Impossible
- Il gabbiano Jonathan
- Charlie lo struzzo: Marina e Charlie lo struzzo (Giovanni) cantano Love Me Tender di Elvis Presley
- Il leone e la gazzella
- Potevo rimanere offeso - in ospedale
- Busto Garolfo Cops
- Scuola di siciliano
- Il controllore
- I Tiranos

## Curiosità
- Allo spettacolo hanno preso parte nelle date del 14 e 15 ottobre 1999 anche i cantanti Jovanotti e Luciano Ligabue[4]. Tra gli altri ospiti italiani Alessandro Bergonzoni e Paolo Rossi[5]. Altre date hanno avuto come ospiti internazionali il cantante jive britannico Ray Gelato accompagnato dalla band, i mimi praghesi Cvoci, i giapponesi Tokyo Shock Boys e il comico-musicista statunitense Paul Morocco, oltre agli spagnoli Chapertons, allo showman statunitense Jango Edwards e ai mimi e acrobati tedeschi Habbe et Meik.
- Per alcune divergenze sorte tra il produttore dello show e manager del trio, Paolo Guerra, e i rappresentanti Mediaset alcune settimane prima della prevista trasmissione televisiva, quest'ultima era stata temporaneamente programmata sulla pay TV Tele+[6]; una volta ridefiniti gli accordi, la trasmissione è effettivamente avvenuta su Canale 5.
- Lo sketch Il leone e la gazzella, con protagonista Aldo, è ripreso dal film Così è la vita.
- Alcune sequenze dello sketch Il viaggio, come la scena in cui Giacomo e Giovanni vanno a prendere Aldo sotto casa, con Aldo che deve finire di mangiare la peperonata e poi chiede sgarbatamente a Giacomo di andare sui sedili posteriori, e la scena di Aldo che chiede a Giovanni di fermarsi per fare pipì, sono riprese dal film Tre uomini e una gamba.
- Dello sketch Il viaggio esistono diverse versioni, tra le più note:
  - la prima è quella tratta dalla messa in onda su Canale 5 di Tel chi el telùn.
  - la seconda è quella tratta dal DVD dello spettacolo.
  - la terza è stata realizzata per Radio Italia nel 2013: in questa versione i tre, una volta giunti a destinazione, chiudono lo sketch senza la gag del bigliettino e della data sbagliata.
  - la quarta è stata realizzata per Subaru nel 2020: in questa versione l'autovettura è stata ribattezzata Subaru Baracca Hybrid e Giovanni e Giacomo sono stati invitati da Aldo a trascorrere il Natale a casa sua, a Siracusa. Dopo una giornata estenuante di viaggio (in cui, a differenza dello sketch originale, è Giacomo a dover urinare ed a sentirsi male nelle curve) i due arrivano, ma scoprono che Aldo non intendeva Siracusa in Sicilia, ma via Siracusa a Monza.
- Lo sketch Controllore è ripreso (ed ampliato con nuove gag) da una scena del film Tre uomini e una gamba.
- La canzone che viene suonata come sottofondo alla poesia in tedesco recitata da Marina è Die Moritat von Mackie Messer di Kurt Weill.
- Nello sketch I tre medici il dottor Alzheimer preleva un filamento neurovegetativo dal cervello del paziente, che descrive come proveniente dalle Isole di Langerhans: in realtà ciò non è possibile perché si tratta di cellule localizzate nel pancreas e non nel cervello.
- Nella versione home video e nella prima trasmissione televisiva dello spettacolo è presente un ulteriore sketch, collocato prima di Il viaggio: mentre Giovanni tenta di introdurre lo sketch, in sala squilla un telefono cellulare, facendo innervosire Giacomo e Giovanni e suscitando l'ilarità del pubblico. Identificato il proprietario, il signor Pezza, un mite uomo che abita vicino all'aeroporto di Milano-Malpensa, i tre lo invitano sul palco e gli sequestrano il cellulare, sbirciando nei suoi contatti. Aldo propone a Pezza, a mo' di privilegio, di seguirli dietro le quinte, dove in realtà il trio pesta brutalmente il povero malcapitato, distruggendogli il cellulare e gli occhiali e caricandolo su un taxi bianco per rimandarlo a casa, per poi tornare sul palco come se non fosse successo un bel niente.